# اریک کارلبری
اریک کارلبری (انگلیسی: Eric Carlberg; ۵ آوریل ۱۸۸۰ – ۱۴ اوت ۱۹۶۳) شمشیرباز و تیرانداز اهل سوئد بود.
وی در مسابقات کشوری و بین‌المللی در مجموع برندهٔ ۲ مدال طلا، ۳ مدال نقره شده‌است.